# Rage to Rock Tour 1985
Rage to rock tour est une tournée de la chanteuse Kim Wilde en 1985. 

## Dates et lieux
- 15 mars 1985, Hambourg (Allemagne)
- 16 mars 1985, Francfort (Allemagne)
- 17 mars 1985, Stuttgart (Allemagne)
- 19 mars 1985, Berlin (Allemagne)
- 20 mars 1985, Hanovre (Allemagne)
- 21 mars 1985, Mannheim (Allemagne)
- 22 mars 1985, Düsseldorf (Allemagne)
- 24 mars 1985, Munich (Allemagne)
- 25 mars 1985, Frauenfeld (Allemagne)
- 26 mars 1985, Lausanne (Suisse)
- 27 mars 1985, palais des sports, Montpellier (France)
- 28 mars 1985, Clermont (France)
- 29 mars 1985, Le Zénith, Paris (France)
- 30 mars 1985, Congresgebouw, La Haye (Pays-Bas)
- 1er avril 1985, Göta Lejon, Stockholm (Suède)
- 2 avril 1985, Falconer Centre, Copenhague (Danemark)

## Setlist
- Water on glass
- Janine
- The touch
- Bladerunner
- Putty in your hands
- Shangri-la
- Suburbs of Moscow
- Is it over
- Words fell down
- Fit in
- View from a bridge
- Love blonde
- Young heroes
- Cambodia
- The second time
- Thought it was goodbye
- Kids in America
- Rage to love
- Chequered love